# (74081) 1998 OU1
(74081) 1998 OU1 – planetoida z pasa głównego asteroid okrążająca Słońce w ciągu 2,41 lat w średniej odległości 1,8 j.a. Odkryta 24 lipca 1998 roku.